# Águilas
Águilas é um município da Espanha na província e comunidade autónoma de Múrcia. Tem 251,8 km² de área e em 2021 tinha 35 956 habitantes (densidade: 142,8 hab./km²).

## Demografia
| Variação demográfica do município entre 1991 e 2004 | Variação demográfica do município entre 1991 e 2004 | Variação demográfica do município entre 1991 e 2004 | Variação demográfica do município entre 1991 e 2004 |
| --------------------------------------------------- | --------------------------------------------------- | --------------------------------------------------- | --------------------------------------------------- |
| 1991                                                | 1996                                                | 2001                                                | 2004                                                |
| 24894                                               | 25702                                               | 27771                                               | 30263                                               |